# カトリック新潟教会
カトリック新潟教会（かとりっくにいがたきょうかい）は、新潟県新潟市中央区にあるキリスト教（カトリック）の教会。カトリック新潟教区の司教座聖堂（カテドラル）であり、教会堂名（聖堂名）は「王であるキリスト」である。

## 建物
現在の聖堂はチューリッヒ出身の建築家マックス・ヒンデル氏（1887年-1963年）によって設計され、ロマネスク様式を取り入れた和洋折衷の木造建築として1927年に献堂された。

## 歴史
| 年号             |                                                      |
| ---------------- | ---------------------------------------------------- |
| 明治4（1871）年  | パリ外国宣教会エヴラール神父により新潟での宣教始まる |
| 明治8（1875）年  | ドルワール・ド・レゼー神父、現在地を購入             |
| 大正元（1912）年 | 新潟使徒座知牧区として創立、神言修道会に委託         |
| 昭和2（1927）年  | 現在の聖堂が献堂                                     |
| 昭和37（1962）年 | 新潟知牧区が司教区に昇格、新潟教会に司教座を設置     |
| 昭和56（1981）年 | 小聖堂建設                                           |
| 平成8（1996）年  | 聖堂全面改修                                         |
| 平成24（2012）年 | カトリック新潟教区創立100周年を祝う                  |

## 所在地
- 〒 951-8106　新潟市中央区東大畑通一番町６５６番地

北緯37度55分30秒 東経139度02分19秒 / 北緯37.92500度 東経139.03861度座標: 北緯37度55分30秒 東経139度02分19秒 / 北緯37.92500度 東経139.03861度